# Liste der Kulturdenkmäler in Fischbach (Alsfeld)
Die folgende Liste enthält die in der Denkmaltopographie ausgewiesenen Kulturdenkmäler auf dem Gebiet des Ortsteils Fischbach der  Stadt Alsfeld, Vogelsbergkreis, Hessen.
Hinweis: Die Reihenfolge der Denkmäler in dieser Liste orientiert sich an der Anschrift, alternativ ist sie auch nach der Bezeichnung, der vom Landesamt für Denkmalpflege vergebenen Nummer oder der Bauzeit sortierbar.
Kulturdenkmäler werden fortlaufend im Denkmalverzeichnis des Landes Hessen durch das Landesamt für Denkmalpflege Hessen auf Basis des Hessischen Denkmalschutzgesetzes (HDSchG) geführt. Die Schutzwürdigkeit eines Kulturdenkmals hängt nicht von der Eintragung in das Denkmalverzeichnis des Landes Hessen oder der Veröffentlichung in der Denkmaltopographie ab.

| Bild            | Bezeichnung      | Lage                                                    | Beschreibung | Bauzeit              | Objekt-Nr. |
| --------------- | ---------------- | ------------------------------------------------------- | --- | -------------------- | ---------- |
| Bild gesucht BW | Scheune          | Ruhlkircher Straße 1 LageFlur: 1, Flurstück: 12/5       | Am innerörtlichen Kreuzungsbereich befindliche Scheune aus dem Jahr 1801. Zweigeschossige Fachwerkkonstruktion in schlichtem Gefüge aus einfach bzw. doppelt verriegelten Stockwerksstreben. An den Eckständern eingelegte Rundstäbe mit Fruchtständen. | 1801                 | 12476 DDB  |
| Bild gesucht BW | Ehemalige Schule | Ruhlkircher Straße 2 LageFlur: 1, Flurstück: 24/1, 24/2 | Im innerörtlichen Kreuzungsbereich des Ortes steht die ehemalige Schule, ein schlichter Fachwerkbau aus dem letzten Drittel des 19. Jahrhunderts in konstruktivem Gerüstraster aus doppelt verriegelten Stockwerkstreben.                               | Ende 19. Jahrhundert | 12477 DDB  |